# Estación de Vidigal
La Estación Ferroviaria de Vidigal, también conocida como Estación de Vidigal, es una plataforma ferroviaria de la Línea de Vendas Novas, que sirve a la parroquia de Vendas Novas, en el Distrito de Évora, en Portugal.

## Descripción

### Vías de circulación y plataformas
En enero de 2011, disponía de dos vías de circulación, con 615 y 576 metros de longitud; solo tenía una plataforma, con 49 centímetros de altura, y 45 centímetros de altura.

## Historia
En agosto de 1903, esta plataforma estaba en construcción, como parte de la Línea de Vendas Novas; esta estación, junto con la de Coruche, eran las que estaban más adelantadas en las obras. La línea fue inaugurada el 15 de enero de 1904.